# Pandanus pluriloculatus
Pandanus pluriloculatus är en enhjärtbladig växtart som beskrevs av Harold St.John. Pandanus pluriloculatus ingår i släktet Pandanus och familjen Pandanaceae.
Artens utbredningsområde är Madagaskar. Inga underarter finns listade.